# 條紋豆娘魚
條紋豆娘魚，又稱條紋雀鯛、五線雀鯛，俗名為厚殼仔，為輻鰭魚綱鱸形目隆頭魚亞目雀鯛科的其中一種，俗名惠琪豆娘鱼。

## 分布
本魚分布於印度太平洋區，包括紅海、東非、波斯灣、阿拉伯海、亞丁灣、萊恩群島、土阿莫土群島、台灣、日本南部、澳洲、印尼、菲律賓、越南、馬來西亞、泰國、所羅門群島、密克羅尼西亞、帛琉等海域。

## 深度
水深0至4公尺。

## 特徵
本魚體呈暗灰色，腹面白色，體側有5條暗色之橫帶，體呈卵圓形而側扁。吻短而略尖。眼中大，上側位。口小，上頜骨末端不及眼前緣；齒單列，齒端具缺刻。眶下骨裸出，體長為體高之1.7至1.9倍，體被大櫛鱗；側線之有孔鱗片18至20個。背鰭硬棘13枚；軟條11至14枚；臀鰭硬棘2枚；軟條11至13枚。體長可達20公分。

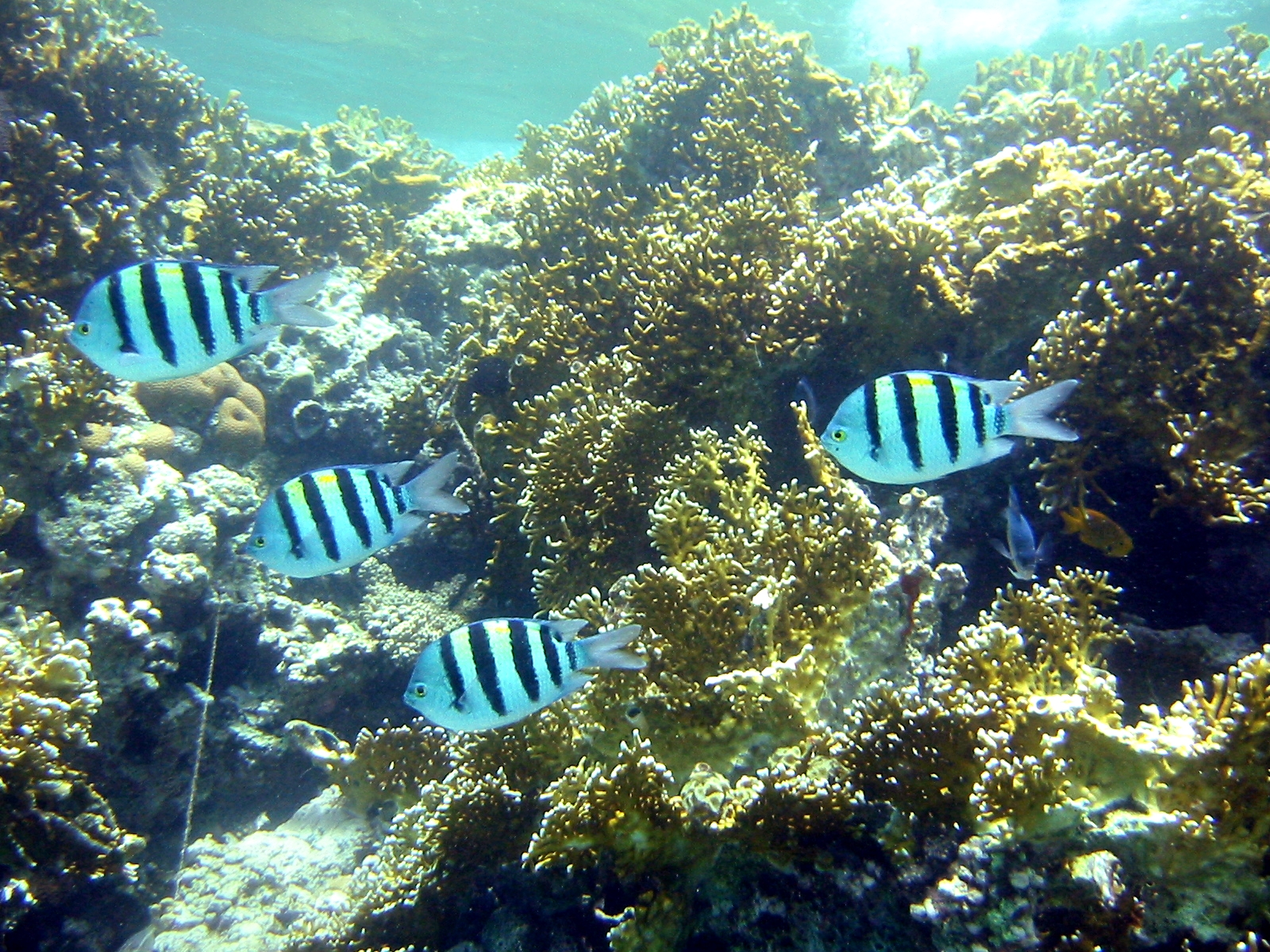
在礁石上游動的條紋豆娘魚

## 生態
主要棲息在沿岸較淺處的岩礁區，通常都在其隱藏處附近活動，為成群活動之魚類，其因機警性較高，故不易接近，以藻類及浮游生物為食。

## 經濟利用
可飼養觀賞，亦可食用，食用時油炸使骨酥，味美可口，有雪卡魚毒的紀錄。